# Прут, Иосиф Леонидович
Иосиф Леонидович Прут (1900—1996) — советский драматург и сценарист. Заслуженный деятель искусств РСФСР (1983).

## Биография
Родился 5 (18 ноября) 1900 года в Таганроге (ныне Ростовская область), в семье Леонида Соломоновича Прута (1876—1901) и Флоры Лейбовны Аптекман (1882—1926). Дед, купец Соломон Иосифович Прут, состоял маклером и членом Ростовского биржевого общества и дирекции ростовского отделения Императорского Русского музыкального общества; другой дед, купец Лейб Лазаревич Аптекман, состоял в списках благотворителей еврейской богадельни.
Вскоре после рождения семья заболела туберкулёзом и поехала в Швейцарию в туберкулезную лечебницу в городе Лезене; отец умер, не доехав до места назначения, и был похоронен в Германии, в городе Герберсдорф (Gerbersdorf). Иосиф остался в лечебнице с матерью. В 1908 году Иосиф выписался из лечебницы и ненадолго вернулся в Таганрог, затем постоянно поселился в Швейцарии у сестры матери и поступил в частную школу École Nouvelle в городе Шайи (Chailly) около Лозанны. Окончив школу в 1918 году, он поступил в парижскую École Polytechnique, но оставил учёбу, чтобы служить в русском экспедиционном корпусе. Возвратившись в Россию в 1919 году, поступил на службу к «красным» в 1-ю конармию Будённого.
Участник Гражданской войны. В годы Великой Отечественной войны служил в должности начклуба стрелковой дивизии  войн. Член СП СССР (1934).
В заявлении секретаря СП СССР В. П. Ставского (1938) на имя Н. И. Ежова, где предлагалось «решить вопрос о Мандельштаме» (после этого поэт был арестован), И. Прут, наряду с В. П. Катаевым, назван как «выступавший остро и открыто» в защиту О. Э. Мандельштама.
Оставил воспоминания о литературной жизни 1920—1930-х годов, в том числе в интервью.
Умер 16 июля 1996 года в Бресте (Белоруссия). Урна с прахом захоронена в Москве на 45-м участке Химкинского кладбища.

## Семья
Жёны: 
- Софья Ефимовна Прут (брак закончился разводом)
- Эмма Михайловна (Этель Моисеевна) Прут (1913—1975)
- Елена Евсеевна Черняк (1926—2015), драматург, в первом браке была замужем за сценаристом М. З. Цейтлиным[9][10].

## Награды и звания
- заслуженный деятель искусств РСФСР (1983)
- орден Отечественной войны II степени (6.4.1985)
- орден Дружбы народов (17.11.1980)
- орден «Знак Почёта» (4.12.1970)
- медаль «За боевые заслуги» (24.8.1944; был представлен к ордену Красной Звезды)

## Произведения

### Драматургия
- Маршал удалой: Пьеса. Л., 1932
- Князь Мстислав Удалой: Пьеса. М., 1933 (по мотивам пьесы в 1973 году снят фильм «За час до рассвета»)
- О. К. Б.: Этапы человеческой жизни. Л.; М., 1934
- Восточный батальон. М., 1935. В соавторстве с братьями Тур
- Я вас люблю: Лирические сцены. М., 1935
- Член Реввоенсовета. М., 1936
- Год девятнадцатый: Пьеса. М., 1937
- Две ночи: Пьеса. М., 1940
- Дорога на юг: Историческая хроника. М., 1940
- Молодая гвардия: Пьеса. М., 1940
- Секретарь райкома: Пьеса. М., 1943
- «Судьба Реджинальда Дэвиса» Пьеса. М., 1947. В соавторстве с В. М. Кожевниковым[11]
- Тихий океан: Пьеса. М.; Л., 1949
- Пьесы. М., 1951
- Конёк-Горбунок: Пьеса по мотивам одноимённой сказки. М., 1959
- Золотой песок: Пьеса. М., 1959 (1968 г. — радиоспектакль режиссёра Алексея Шипова)
- Пьесы. М., 1963
- Останемся верны: Пьеса. М., 1970. В соавторстве с Г. Д. Красильниковым
- На новой улице: Пьеса. М., 1973
- Солдаты: Пьеса. М., 1975
- Разгром: Драматическая поэма. М., 1976. В соавторстве с Н. Захаровым
- Ну и ну! или довольно странная история, изложенная в 2-х действиях, 6 карт. М., 1977
- Пьесы. М., 1982
- Катрин: Музыкальная комедия по мотивам В. Сарду. М., 1984. В соавторстве с А. Дноховским.

## Фильмография

### Актёр
- 1924 — Необычайные приключения мистера Веста в стране большевиков

### Сценарист
- 1929 — Сто двадцать тысяч в год — совм. с Г. Черняком
- 1931 — Огонь («Костер с далёкой реки»)
- 1931 — Человек из тюрьмы («Человек за решёткой»)
- 1932 — Запах великой империи, совместно с М. Герасимовым
- 1932 — Для вас найдётся работа, совместно с И. З. Траубергом
- 1936 — Тринадцать, совместно с Михаилом Роммом
- 1938 — Год девятнадцатый, совместно с И. Траубергом
- 1938 — Пограничная застава
- 1939 — Эскадрилья № 5
- 1940 — Моя любовь
- 1942 — Секретарь райкома
- 1942 — Боевой киносборник № 12 (новелла «Сын бойца»)
- 1943 — Одна семья (фильм на экраны не вышел) — совместно со Львом Вайсенбергом и М. Джалалом
- 1948 — Мальчик с окраины, совместно с В. Кожевниковым
- 1950 — В мирные дни
- 1954 — «Богатырь» идёт в Марто
- 1955 — Случай с ефрейтором Кочетковым
- 1960 — Девичья весна, совместно с М. Долгополовым и Н. Надеждиной
- 1962 — Здравствуйте, дети!, совместно с И. Донской
- 1964 — Ждите нас на рассвете — совместно с Э. В. Лотяну
- 1965 — Последняя ночь в раю, совместно с Г. Маларчуком
- 1966 — Сурайя (в прокате под названием «Жизнь прошла ночью»), совместно с У. Назаровым
- 1966 — Чернушка, совместно с Ш. Махмудбековым
- 1969 — Взрыв после полуночи, совместно с Э. Карамяном
- 1970 — «Совесть заела» (сюжет в киножурнале «Фитиль» № 90)
- 1973 — За час до рассвета